# بخش أباد (قهاب صرصر)
بخش أباد (بالفارسية: بخش‌آباد) هي مستوطنة تقع في إيران في قسم قهاب صرصر الريفي. يقدر عدد سكانها بـ 75 نسمة بحسب إحصاء 2016.